# Ronde van Frankrijk 1905
| Route van de Ronde van Frankrijk 1905 met start in Parijs. |                          |            |
| Eindklassement                                             |                          |            |
| Algemeen klassement                                        | Louis Trousselier        | 35 punten  |
| Tweede                                                     | Hippolyte Aucouturier    | 61 punten  |
| Derde                                                      | Jean-Baptiste Dortignacq | 64 punten  |
| Vierde                                                     | Léon Georget             | 123 punten |
| Vijfde                                                     | Lucien Petit-Breton      | 155 punten |
| Zesde                                                      | Augustin Ringeval        | 202 punten |
| Zevende                                                    | Paul Chauvet             | 231 punten |
| Achtste                                                    | Philippe Pautrat         | 248 punten |
| Negende                                                    | Julien Maitron           | 249 punten |
| Tiende                                                     | Julien Gabory            | 255 punten |
| Rode Lantaarn                                              | Clovis Lacroix (24e)     | 865 punten |
| Ploegenklassement                                          | Peugeot                  | -          |
| Tweede                                                     | ?                        | -          |
| Derde                                                      | ?                        | -          |

In 1905 ging de derde Tour de France van start op 9 juli in Parijs en eindigde op 30 juli ook in Parijs. Er stonden 60 renners aan de start.
Aantal ritten: 11

Totale afstand: 2994 km

Gemiddelde snelheid: 27.107 km/h

Aantal deelnemers: 60

Aantal uitvallers: 36

## Intro
Na de schokkende Ronde van 1904 met zijn twee eindklassementen, durfde organisator Henri Desgrange toch een derde editie aan. Wel wilde hij de enorme tijdverschillen in de koers beperken en zo de spanning terugbrengen. Daarom besloot men tot een puntenklassement op basis van één punt per 5 minuten achterstand, met een maximum van 10 punten. Ook werden lange ritten geschrapt, zodat er niet meer in het donker hoefde te worden gefietst. Daar stond tegenover dat het aantal ritten van zes naar elf werd uitgebreid.

## Koersverloop
In de eerste rit naar Nancy ging het al mis. Tegenstanders van de koers hadden vele kilometers lang kopspijkers op de route gestrooid en slechts één renner kwam zonder lekke band aan de finish. Door de tijdrovende reparaties bereikten slechts zestien deelnemers op tijd Nancy, vijftien anderen kwamen na de sluiting van de controle aan en de rest had de trein genomen. Desgrange wilde de koers stoppen, maar de renners haalden hem over niet op te geven. De volgende dag mocht iedereen weer vertrekken.
In de tweede rit een sportieve sensatie: de renners werden voor de eerste maal over een col gestuurd, de Ballon d'Alsace. René Pottier werd daar onsterfelijk door als enige zonder af te stappen deze hindernis te nemen. De berg, met een onverhard wegdek, beklom hij met een gemiddelde van 20 km/u. Het werd tevens zijn laatste wapenfeit in deze Ronde, want een dag later moest hij met een ernstige knieblessure opgeven.
De tweestrijd om de zege ging verder tussen Louis Trousselier (bijnaam Trou-Trou) en de ervaren Hippolyte Aucouturier. Ondanks 20 minuten winst in de zware bergrit naar Toulon (met o.a. de Col Bayard) moest Aucouturier in Parijs genoegen nemen met een tweede plek.
De organiserende krant l'Auto had inmiddels met trots gemeld dat de renners over het traject Grenoble-Gap driemaal zo snel waren geweest als de oude diligence met zes paarden (plus vier extra bij beklimmingen). De Tour leefde nog.

## Belgische en Nederlandse deelname
Er namen alleen twee Belgen aan deze editie deel, Alois Catteau en Julien Lootens.

## Etappes
- 1e Etappe Parijs - Nancy 340 km
  - 1. Louis Trousselier (Fra)
  - 2. Jean-Baptiste Dortignacq (Fra)
  - 3. René Pottier (Fra)

Klassement: Louis Trousselier (Fra)
- 2e Etappe Nancy - Besançon 299 km
  - 1. Hippolyte Aucouturier (Fra)
  - 2. René Pottier (Fra)
  - 3. Louis Trousselier (Fra)

Klassement: René Pottier (Fra)

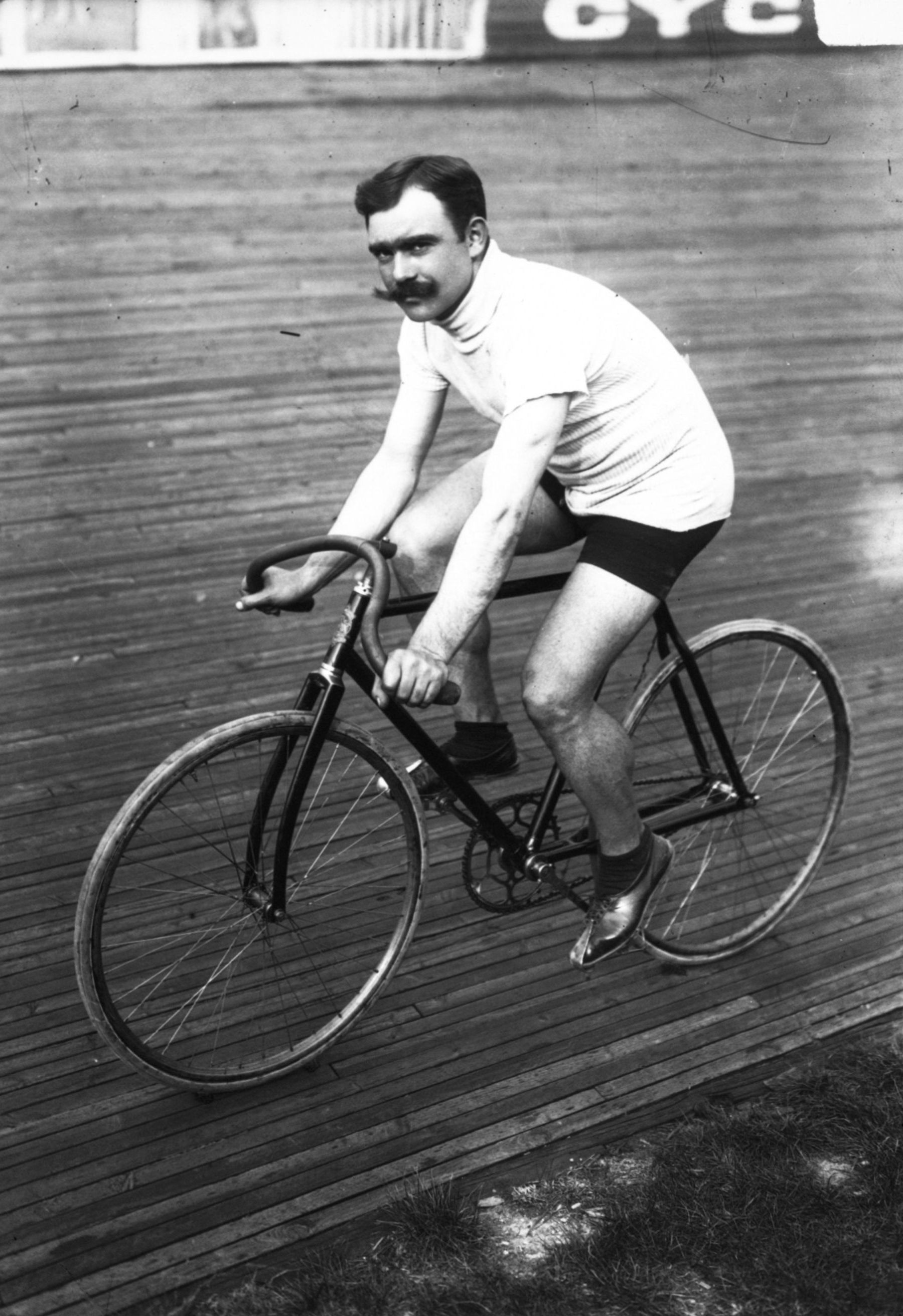
Louis Trousselier, de winnaar van de Tour 1905.

- 3e Etappe Besançon - Grenoble 372 km
  - 1. Louis Trousselier (Fra)
  - 2. Lucien Petit-Breton (Fra)
  - 3. Auguste Ringeval (Fra)

Klassement: Louis Trousselier (Fra)
- 4e Etappe Grenoble - Toulon 342 km
  - 1. Hippolyte Aucouturier (Fra)
  - 2. Louis Trousselier (Fra)
  - 3. Jean-Baptiste Dortignacq (Fra)

Klassement: Louis Trousselier (Fra) en Hyppolite Aucouturier (Fra)
- 5e Etappe Toulon-Nîmes 192 km
  - 1. Louis Trousselier (Fra)
  - 2. Maurice Decaup (Fra)
  - 3. Léon Georget (Fra)

Klassement: Louis Trousselier (Fra)
- 6e Etappe Nîmes - Toulouse 307 km
  - 1. Jean-Baptiste Dortignacq (Fra)
  - 2. Lucien Petit-Breton (Fra)
  - 3. Louis Trousselier (Fra)

Klassement: Louis Trousselier (Fra)
- 7e Etappe Toulouse - Bordeaux 268 km
  - 1. Louis Trousselier (Fra)
  - 2. Philippe Pautrat (Fra)
  - 3. Maurice Decaup (Fra)

Klassement: Louis Trousselier (Fra)
- 8e Etappe Bordeaux - La Rochelle 257 km
  - 1. Hippolyte Aucouturier (Fra)
  - 2. Jean-Baptiste Dortignacq (Fra)
  - 3. Louis Trousselier (Fra)

Klassement: Louis Trousselier (Fra)
- 9e Etappe La Rochelle - Rennes 266 km
  - 1. Louis Trousselier (Fra)
  - 2. Maurice Decaup (Fra)
  - 2. Jean-Baptiste Dortignacq (Fra)

Klassement: Louis Trousselier (Fra)
- 10e Etappe Rennes - Caen 168 km
  - 1. Jean-Baptiste Dortignacq (Fra)
  - 2. Maurice Decaup (Fra)
  - 3. Hippolyte Aucouturier (Fra)

Klassement: Louis Trousselier (Fra)
- 11e Etappe Caen - Parijs 253 km
  - 1. Jean-Baptiste Dortignacq (Fra)
  - 2. Lucien Petit-Breton (Fra)
  - 3. Hippolyte Aucouturier (Fra)

 winnaars gele trui · 
 puntenklassement · 
 bergklassement · 
 jongerenklassement · 
 tussensprintklassement · 
 combinatieklassement · 
 ploegenklassement · 
 strijdlust · 
rode lantaarn
records · meeste deelnames · ranglijst etappewinnaars · bekende beklimmingen · valpartijen · dopinggevallen · Grand Départ · Souvenir Henri Desgrange
1903 · 
1904 · 
1905 · 
1906 · 
1907 · 
1908 · 
1909 · 
1910 · 
1911 · 
1912 · 
1913 · 
1914 ·
1915 ·
1916 ·
1917 ·
1918 · 
1919 · 
1920 · 
1921 · 
1922 · 
1923 · 
1924 · 
1925 · 
1926 · 
1927 · 
1928 · 
1929 · 
1930 · 
1931 · 
1932 · 
1933 · 
1934 · 
1935 · 
1936 · 
1937 · 
1938 · 
1939 · 
1940 ·
1941 ·
1942 ·
1943 ·
1944 ·
1945 ·
1946 ·
1947 · 
1948 · 
1949 · 
1950 · 
1951 · 
1952 · 
1953 · 
1954 · 
1955 · 
1956 · 
1957 · 
1958 · 
1959 · 
1960 · 
1961 · 
1962 · 
1963 · 
1964 · 
1965 · 
1966 · 
1967 · 
1968 · 
1969 · 
1970 · 
1971 · 
1972 · 
1973 · 
1974 · 
1975 · 
1976 · 
1977 · 
1978 · 
1979 · 
1980 · 
1981 · 
1982 · 
1983 · 
1984 · 
1985 · 
1986 · 
1987 · 
1988 · 
1989 · 
1990 · 
1991 · 
1992 · 
1993 · 
1994 · 
1995 · 
1996 · 
1997 · 
1998 · 
1999 · 
2000 · 
2001 · 
2002 · 
2003 · 
2004 · 
2005 · 
2006 · 
2007 · 
2008 · 
2009 · 
2010 · 
2011 · 
2012 · 
2013 · 
2014 · 
2015 · 
2016 · 
2017 · 
2018 · 
2019 ·
2020 · 
2021 · 
2022 · 
2023 · 
2024 · 
2025